# 이지훈 (1998년)
지훈(본명: 이지훈, 1998년 3월 20일 ~ )은 대한민국의 가수이다.

## 주요 이력
2005년 CF 광고 모델 첫 데뷔 후 2014년 R&B 음악 그룹 "지피지기(ZPZG)"의 보컬리스트로 가수 데뷔하였다.

## 출연작

### TV 드라마
- 2006년 KBS 《고향역》
- 2006년 KBS 《드라마 시티》
- 2006년 MBC 《진짜 진짜 좋아해》
- 2007년 MBC 《문희》
- 2007년 SBS 《강남엄마 따라잡기》
- 2008년 KBS 《엄마가 뿔났다》

## 디스코그래피

### 음반
- 2014년 《ZPZG 싱글 음반 - 미치겠다》
- 2015년 《ZPZG 싱글 음반 - AOAO》
- 2017년 《ZPZG 싱글 음반 - AOAO(Remix)》